# 대서양림나무타기쥐
대서양림나무타기쥐 또는 긴꼬리나무타기쥐(Rhipidomys mastacalis)는 비단털쥐과에 속하는 남아메리카 설치류이다. 브라질 남동부 대서양림에서 발견되며 해수면과 해발 1500m 사이에서 서식한다. 핵형은 2n=44, FN=74~80이다. 세하두나무타기쥐도 "긴꼬리나무타기쥐"로 불린다. 긴꼬리나무타기쥐속에 속하는 설치류도 "긴꼬리나무타기쥐"로 불린다. 세하두쥐(Thalpomys cerradensis)와 세하두붉은코쥐(Wiedomys cerradensis), 세하두풀밭쥐(Akodon serrensis) 등과도 혼동을 일으킬 수 있다.